# آرتشي جاكسون
آرتشي جاكسون (بالإنجليزية: Archie Jackson) (5 سبتمبر 1909 - 16 فبراير 1933)، هو لاعب كريكت أسترالي، يُعتبر جاكسون أحد أساطير رياضة الكركيت على مدى تاريخ اللعبة على الرغم من أنه رحل في سنٍ صغيرة، يُعرف بأسلوبه المُتمكن في ضرب الكرة، وُلد في مدينة روثيرجلين بجانب مدينة غلاسكو الاسكتلندية.
كان والده قد عاش فترة من طفولته في أستراليا وعاد مع عائلته ليستقر هناك في مدينة بالمن في عام 1913.
تٌوفي في أوائل من فبراير عام 1933 بعد أن سقط في إحدى المباريات ليُصيبه نزيف رئوي حاد أدى إلى وفاته.

## روابط خارجية
- آرتشي جاكسون على موقع إي آس بي آن كريك إنفو (الإنجليزية)